# فرانك داونينج
فرانك داونينج (بالإنجليزية: Frank Downing)‏ هو سياسي أسترالي، ولد في 7 مارس 1907 في توموت في أستراليا، وتوفي في 22 ديسمبر 1978 في أستراليا بسبب مرض. حزبياً، نشط في حزب العمال الأسترالي. وقد انتخب عضو الجمعية التشريعية نيو ساوث ويلز.